# 文森特·M·卡特
文森特·麥可·卡特（英語：Vincent Michael Carter；1891年11月6日—1972年12月30日），是一位美國共和黨的政治人物，曾在1929年至1935年期間擔任美國眾議院懷俄明州單一國會選區代表眾議員。

## 生涯
卡特生於賓夕法尼亞州聖克萊爾，1893年隨家人搬到波茨維爾，曾就讀海軍學院預科學校及福坦莫大學。1915年，他在華盛頓特區的美國天主教大學哥倫布法學院畢業。
第一次世界大戰中，他在1919年至1921年間於美國海軍陸戰隊第三旅第八團擔任中尉，亦是民兵隊的上尉。
1919年，卡特晉身法律界，於卡斯珀開展業務，到1929年移居到凱默勒繼續法律事業。期間，他曾在1919年到1923年出任懷俄明州的副總檢察長和在1923年到1929年出任州審計員。
卡特以共和黨身份在第七十一屆當選為州聯邦眾議員，連任兩次，由1929年3月4日起就任至1935年1月3日止。1934年他不再競逐連任眾議員，嘗試躋身美國參議院，然而他最終落選。以後，他在夏延繼續任職律師到1965年；1936年到1940年間他還是共和黨全國代表大會其中一名代表。
卡特在新墨西哥州阿爾伯克基去世，安葬於當地芒特卡爾瓦里公墓。